# Pływanie artystyczne na Letnich Igrzyskach Olimpijskich 2024 – duety
Konkurs duetów w pływaniu artystycznym (synchronicznym) podczas XXXIII Letnich Igrzysk Olimpijskich w Paryżu odbył się w dniach 9-10 sierpnia 2024. Do rywalizacji przystąpiło 36 sportowców z 18 krajów. Arena zawodów było Olimpijskie Centrum Wodne w Saint-Denis. Mistrzyniami olimpijskimi zostały Chinki Wang Liuyi i Wang Qianyi, wicemistrzyniami Brytyjki Kate Shortman i Isabelle Thorpe, a brąz zdobyły Holenderki Bregje de Brouwer i Noortje de Brouwer.
Był to X olimpijski konkurs duetów w pływaniu synchronicznym.

## Tło
Z powodu wykluczenia z igrzysk Rosji w wyniku jej inwazji na Ukrainę w 2022, w konkursie nie wystartowały Rosjanki, które wygrywały wszystkie olimpijskie konkursy duetów w pływaniu synchronicznym od igrzysk w Sydney w 2000.

## Terminarz
godziny zostały podane w czasie CEST
| Data             | Godzina | Runda              |
| ---------------- | ------- | ------------------ |
| 9 sierpnia 2024  | 19:30   | Program techniczny |
| 10 sierpnia 2024 | 19:30   | Program dowolny    |

## System rozgrywek
Duety wykonały dwa układy: techniczny i dowolny. Wynikiem końcowym była suma punktów uzyskanych za oba układy.

## Wyniki
| Pozycja | Państwo           | Zawodniczki                                    | Układ techniczny | Układ dowolny | Wynik łączny |
| ------- | ----------------- | ---------------------------------------------- | ---------------- | ------------- | ------------ |
| złoto   | Chiny             | Wang Liuyi & Wang Qianyi                       | 276.7867         | 289.6916      | 566.4783     |
| srebro  | Wielka Brytania   | Kate Shortman & Isabelle Thorpe                | 264.0282         | 294.5085      | 558.5367     |
| brąz    | Holandia          | Bregje de Brouwer & Noortje de Brouwer         | 264.7066         | 293.6897      | 558.3963     |
| 4       | Austria           | Anna-Maria Alexandri & Eirini-Marina Alexandri | 267.2533         | 288.4145      | 555.6678     |
| 5       | Ukraina           | Maryna Aleksiiva & Vladyslava Aleksiiva        | 260.4600         | 278.2084      | 538.6684     |
| 6       | Grecja            | Sofia Malkogeorgou & Evangelia Platanioti      | 250.4584         | 281.8418      | 532.3002     |
| 7       | Hiszpania         | Alisa Ozhogina & Iris Tió Casas                | 254.0816         | 267.4021      | 521.4837     |
| 8       | Japonia           | Moe Higa & Tomoka Sato                         | 257.3533         | 249.7271      | 507.0804     |
| 9       | Kanada            | Audrey Lamothe & Jacqueline Simoneau           | 201.5167         | 290.9103      | 492.4270     |
| 10      | Stany Zjednoczone | Jaime Czarkowski & Megumi Field                | 230.7134         | 254.0354      | 484.7488     |
| 11      | Izrael            | Shelly Bobritsky & Ariel Nassee                | 243.0666         | 239.3416      | 482.4082     |
| 12      | Meksyk            | Nuria Diosdado & Joana Jimenez                 | 238.9383         | 232.6563      | 471.5946     |
| 13      | Korea Południowa  | Hur Yoon-seo & Lee Ri-young                    | 227.5667         | 227.7500      | 455.3167     |
| 14      | Francja           | Anastasia Bayandina & Romane Lunel             | 241.3116         | 189.0687      | 430.3803     |
| 15      | Egipt             | Nadine Barsoum & Hana Hiekal                   | 196.5250         | 225.6541      | 422.1791     |
| 16      | Australia         | Rayna Buckle & Kiera Gazzard                   | 210.0782         | 198.0271      | 408.1053     |
| 17      | Nowa Zelandia     | Nina Brown & Eva Morris                        | 188.0901         | 166.5105      | 354.6006     |
| 18      | Włochy            | Linda Cerruti & Lucrezia Ruggiero              | DNS              | DNS           | DNS          |